# Văn hóa Cộng hòa Nhân dân Ba Lan
Sau khi kết thúc Chiến tranh thế giới thứ hai, xã hội và văn hóa Ba Lan có những thay đổi đáng kể.

## Chiến tranh thế giới thứ hai
Với việc mở rộng các cơ hội công nghiệp đô thị trong thời kỳ đầu sau chiến tranh, nông nghiệp dần trở nên ít phổ biến hơn như nghề nghiệp và lối sống ở Ba Lan mới. Các ngành dịch vụ tăng trưởng nhanh chóng, mặc dù với tỷ lệ thấp hơn nhiều so với ngành dịch vụ bên Tây Âu. Kết quả là sau chiến tranh, người dân di cư từ các vùng nông thôn và hiện tượng đô thị hóa ngày càng tăng, chia nhỏ các gia đình đa thế hệ vốn có trước chiến tranh.
Những cải cách kinh tế xã hội được phần lớn người dân đón nhận. Hầu hết mọi người sẵn sàng chấp nhận sự cai trị của chế độ Cộng sản để có thể khôi phục lại cuộc sống tương đối bình thường. Ngay cả Giáo hội Công giáo cũng tin rằng bất kỳ sự kháng cự công khai nào cũng đều được coi là tự sát. Ba Lan thời hậu chiến, giống như phần còn lại của Đông Âu xã hội chủ nghĩa, đã nhìn thấy cơ hội ngày càng sắc nét trong sự nghiệp giáo dục đại học, việc làm và vấn đề nữ quyền. Ở nhiều khía cạnh, Ba Lan cho phép phụ nữ nhiều cơ hội hơn trong nghề nghiệp so với nhiều quốc gia ở Tây Âu. Các ngành nghề như kiến trúc, kỹ thuật và giảng dạy đại học có tỷ lệ phụ nữ ở quốc gia này cao hơn đáng kể so với các nước phương Tây khác. Nhờ chính sách tuyên truyền của Cộng sản, và đôi khi chính từ thực tiễn, mô hình "Nữ công nhân cộng sản" được thành tập, tương tự như mô hình "Nữ thợ mỏ" ở Silesia, ban đầu là một phần của Hiện thực xã hội chủ nghĩa ở Ba Lan trong nghệ thuật và văn hóa từ cuối những năm 1940 đến cuối những năm 1950. Đến năm 1980, phần lớn sinh viên y khoa Ba Lan là phụ nữ.

## Tái thiết đất nước
Xã hội Ba Lan đã bị đưa đến bờ vực tan rã bởi sự tàn phá của chiến tranh. Vào năm 1945, Warszawa và các thành phố khác đều chìm trong đống đổ nát, và nhiều thị trấn nhỏ hơn, nơi được người Do Thái cư trú trước Chiến tranh, đã bị bỏ không. Một nửa số trí thức Ba Lan thời tiền chiến, chủ yếu là những người gốc Do Thái hoặc trung lưu, đã qua đời hoặc sống lưu vong. Trẻ em không được đi học trong 6 năm liền. Do vậy, cuộc đấu tranh chính trị để kiểm soát toàn bộ mọi khía cạnh của đời sống kinh tế và xã hội ở Ba Lan đã nghiêng về những con người cộng sản. Đó là những cá nhân nắm quyền kiểm soát chính phủ và bộ máy an ninh. Tuy nhiên, vẫn tồn tại một sự bất mãn tiềm ẩn với chế độ này.
Đối lập với những năm đầu sau chiến tranh, vốn chỉ có một số ít nông dân biết chữ, vào cuối những năm 1970, chỉ còn 5% công nhân không trải qua bậc giáo dục tiểu học hoàn chỉnh. Trong cùng thời gian, hệ thống kinh tế quy hoạch mang lại những thành tựu ấn tượng về trình độ học vấn và mức sống cho phần lớn lực lượng lao động công nghiệp đô thị mới.

## Những tiến bộ
Trong hai thập kỷ đầu tiên dưới thời chế độ Cộng sản, sức khỏe của người dân Ba Lan đã được cải thiện một cách toàn diện, vì thuốc kháng sinh luôn có sẵn và mức sống tăng lên ở hầu hết các khu vực. Việc mở rộng các dịch vụ y tế cũng góp phần vào xu hướng này. Quy định những tiến bộ như vậy, hiến pháp năm 1952 đảm bảo chăm sóc sức khỏe miễn phí toàn dân. Tuy nhiên, đến thập niên 1970 và 1980, các chỉ số sức khỏe quốc gia đi theo chiều hướng tiêu cực, khi điều kiện kinh tế xấu đi, kết hợp với lương bổng thấp dành cho nhân viên y tế, dẫn đến tham nhũng tràn lan.
Một trong những thành tựu lớn trong thời kỳ cộng sản là sự bùng nổ bất động sản nhà ở lớn. Sau khi phá hủy nhà cửa thời chiến, và dân số bùng nổ vào những năm 1950, đã có áp lực nhà ở lớn, được giải tỏa bởi việc xây dựng cơ sở hạ tầng quy mô lớn, đặc biệt là từ thời Gierek trở đi. Mặc dù chất lượng cuộc sống của người dân được cải thiện to lớn, song vẫn chưa đủ cung cấp nhu cầu khi thế hệ baby boomer đến độ tuổi sinh đẻ.

## Vai trò của chế độ cộng sản
Sau Thế chiến II, không giống như các nước Đông Âu khác, nhiều người Ba Lan tin rằng chế độ cộng sản Ba Lan không cần thiết để lật đổ. Trong nhiều năm, hàng chục ngàn người Ba Lan đã gia nhập Đảng Cộng sản cũng như các tổ chức Công đoàn và Dân chủ Xã hội để kiến thiết những gì họ coi là xã hội của tương lai.   

Được thành lập vào cuối những năm 1950, hội đồng công nhân đầu tiên đưa ra ý kiến về chính sách công nghiệp, dựa trên " Tháng Mười Ba Lan " năm 1956, đánh dấu một sự thay đổi cơ bản trong nhận thức xã hội của giai cấp công nhân. Sự lãnh đạo ngày càng sáng suốt của các hội đồng này, đứng đầu bởi số lượng công nhân trải qua bậc giáo dục trung học ngày càng tăng, đã dẫn đến sự thành lập các tổ chức lao động và chuyên nghiệp đáng gờm như Solidarność (Công đoàn Đoàn kết). Chính những tổ chức như vậy dần dần đe dọa trật tự xã hội chủ nghĩa.
Bất chấp sự gia tăng về mức sống của phần lớn lực lượng lao động đô thị đang phát triển sau Thế chiến II, với sự chi phối ngày càng tăng của các tư tưởng nước ngoài từ phương Tây, qua các phương tiện như truyền hình, đài phát thanh (Radio Free Europe), tạp chí chống phá Cộng sản, sự bất mãn của xã hội đối với chế độ ngày gia tăng, khi mọi người nhận thức được đời sống của họ có thể cải thiện hơn những gì chế độ đem lại lúc đó. Đến thập niên 1980, việc hiện đại hóa xã hội Ba Lan dẫn đến công cuộc tái cấu trúc hoàn toàn đời sống chính trị của Ba Lan.
Một vai trò quan trọng trong việc hình thành thái độ xã hội của người Ba Lan đã được tuyên truyền bởi văn hóa và nghệ thuật. Mặc dù có sự kiểm duyệt và can thiệp hành chính, nhà nước bảo trợ cho việc phát triển trường điện ảnh, nhà hát, nghệ thuật, âm nhạc và văn học Ba Lan sau khi phi Stalin hoá năm 1956. Đài phát thanh Châu Âu, tạp chí chính trị "Kultura" có trụ sở tại Paris và một số ấn phẩm đóng một vai trò quan trọng trong việc định hình dư luận. Kết quả là, người dân Ba Lan không bị cô lập khỏi văn hóa châu Âu, mà thực sự là rất gần gũi. Giải thưởng Nobel về văn học cho Czesław Miłosz vào năm 1980 chính là minh chứng tiêu biểu cho tầm quan trọng của cộng đồng văn hóa Ba Lan tại nước ngoài.